# Puissance (groupe)
Pour les articles homonymes, voir Puissance.
Puissance est un groupe suédois de musique industrielle. Le groupe est formé en 1993 par Henry Möller (membre du groupe Arditi également) et Frederik Söderlund. Puissance a une musique très sombre et dure, aux sonorités parfois martiales voire apocalyptiques. 

## Style musical
Puissance est parfois associé au black metal en raison d'aspects esthétiques tels que la conception de leur logo et la collaboration de Söderlund avec différents groupes de metal. Les musiciens n'utilisent cependant pas d'instruments analogiques, mais se limitent à l'utilisation typique du genre de samplers et de sons générés par ordinateur. Le style de Puissance oscille entre des sons minimalistes et très militants (Totalitarian Hearts, Evolution (Early Version)) et des « sons sacrés avec un chant parlé presque timide et doux » (In Shining Armor, Whirlpool of Flames). Sur le dernier album en date, Grace of God, les chansons présentent une production de bien meilleure qualité et une composition plus douce ; le son rappelle parfois des éléments de pop à la Dernière volonté (Walls of Freedom, In Death).
Les textes de Puissance sont « placés sous l'étoile directrice d'une misanthropie fondamentale » - un autre lien avec la scène black metal. Presque tous les morceaux traitent de thèmes misanthropiques ; de la soumission violente de l'humanité (Command and Conquer) à son extermination complète par une campagne d'extermination par l'ennui (Totalitarian Hearts), les armes nucléaires (Hail the Mushroom Cloud) ou la pulsion évolutive d'auto-extinction (Evolution). À l'exception de la première cassette de démonstration Krig de 1995, tous les textes des chansons sont rédigés en anglais. Le morceau Conspiracy de l'album Grace of God a fait l'objet d'un clip vidéo en 2015, qui visualise le leitmotiv des théories du complot dans un collage cauchemardesque autour du chanteur Söderlund.

## Discographie

### Albums studio
- 1996 : Let Us Lead
- 1998 : Back In Control
- 1999 : Mother of Disease
- 2001 : Total Cleansing
- 2004 : State Collapse (Regain Records)
- 2007 : Grace of God (Equilibrium Music)
- 2014 : Pylons of the Adversary (split avec Acherontas, Arditi et Shibalba ; W.T.C. Productions)

### Démos et autres productions
- 1995 : Krig
- 1995 : Obey, Hate, Die
- 1997 : Totalitarian Hearts
- 2000 : A Call to Arms
- 2000 : Genocidal
- 2000 : Hail the Mushroom Cloud
- 2003 : To Give Death by the Sword of Christ